# Kazuhisa Kōno
Kazuhisa Kōno (jap. 河野 和久 Kōno Kazuhisa; ur. 30 grudnia 1950) – były japoński piłkarz, reprezentant kraju.

## Kariera klubowa
Od 1969 do 1980 roku występował w klubie Hitachi.

## Kariera reprezentacyjna
W reprezentacji Japonii zadebiutował w 1974.

## Statystyki
| Reprezentacja Japonii | Reprezentacja Japonii | Reprezentacja Japonii |
| Rok                   | Mecze                 | Gole                  |
| --------------------- | --------------------- | --------------------- |
| 1974                  | 1                     | 0                     |
| Razem                 | 1                     | 0                     |